# Dayah Mesjid
Dayah Mesjid is een bestuurslaag in het regentschap Bireuen van de provincie Atjeh, Indonesië. Dayah Mesjid telt 381 inwoners (volkstelling 2010).